# Нікомен 1
Нікомен 1 (англ. Nicomen 1) — індіанська резервація в Канаді, у провінції Британська Колумбія, у межах регіонального округу Томпсон-Нікола.

## Населення
За даними перепису 2016 року, індіанська резервація нараховувала 63 особи, показавши скорочення на 1,6%, порівняно з 2011-м роком. Середня густина населення становила 93,2 осіб/км².
З офіційних мов обидвома одночасно не володів жоден з жителів, тільки англійською — 60.
Працездатне населення становило 66,7% усього населення, рівень безробіття — 33,3%.

## Клімат
Середня річна температура становить 8,1°C, середня максимальна – 21,6°C, а середня мінімальна – -9,1°C. Середня річна кількість опадів – 401 мм.
| Клімат поселення                              | Клімат поселення | Клімат поселення | Клімат поселення | Клімат поселення | Клімат поселення | Клімат поселення | Клімат поселення | Клімат поселення | Клімат поселення | Клімат поселення | Клімат поселення | Клімат поселення | Клімат поселення |
| Показник                                      | Січ.             | Лют.             | Бер.             | Квіт.            | Трав.            | Черв.            | Лип.             | Серп.            | Вер.             | Жовт.            | Лист.            | Груд.            |                  |
| Середній максимум, °C                         | 3,41             | 6,22             | 10,34            | 13,96            | 18,12            | 21,63            | 21,30            | 21,50            | 17,09            | 11,41            | 5,38             | 1,50             |                  |
| Середня температура, °C                       | −2,86            | −0,04            | 4,06             | 7,70             | 11,87            | 15,37            | 18,34            | 18,55            | 14,13            | 8,44             | 2,42             | −1,45            |                  |
| Середній мінімум, °C                          | −9,11            | −6,29            | −2,18            | 1,44             | 5,62             | 9,12             | 15,40            | 15,58            | 11,17            | 5,49             | −0,53            | −4,4             |                  |
| Норма опадів, мм                              | 48               | 30               | 25               | 18               | 28               | 32               | 27               | 25               | 25               | 35               | 53               | 55               |                  |
| Середньомісячна швидкість вітру, м/с          | 2.10             | 2.12             | 2.40             | 2.70             | 2.50             | 2.40             | 2.20             | 2.00             | 1.82             | 1.99             | 2.10             | 2.09             |                  |
| Середньомісячна сонячна радіація, кДж/м²·день | 3343             | 6557             | 10981            | 15930            | 19611            | 21118            | 22155            | 18877            | 13380            | 7532             | 3682             | 2550             |                  |
| --------------------------------------------- | ---------------- | ---------------- | ---------------- | ---------------- | ---------------- | ---------------- | ---------------- | ---------------- | ---------------- | ---------------- | ---------------- | ---------------- | ---------------- |
| Джерело:                                      |                  |                  |                  |                  |                  |                  |                  |                  |                  |                  |                  |                  |                  |